# Marco Croatti
Marco Croatti (Rimini, 17 settembre 1972) è un politico italiano, dal 23 marzo 2018 senatore della Repubblica per il Movimento 5 Stelle, di cui è coordinatore regionale in Emilia-Romagna insieme a Gabriele Lanzi.

## Biografia
Nato a Rimini, ha conseguito il diploma accademico in decorazione sperimentale presso l'Accademia di belle arti di Ravenna nel 1996. Ha lavorato per anni nell’impresa di famiglia, RiminiColor Snc, nel settore della fotografia, diventando poi grafico pubblicitario per So.di.fer. S.r.l. di Santarcangelo di Romagna (Rimini) gestendo marketing, sviluppo e immagine aziendali. Per passione si occupa di videomaking al servizio della comunità, realizzando reportage e video documentari di carattere sociale. È sposato e ha due figli.
Alle elezioni politiche del 2018 si candida al Senato della Repubblica, tra le liste del Movimento 5 Stelle nel collegio plurinominale Emilia-Romagna - 01, risultando eletto senatore. Nella XVIII legislatura della Repubblica è stato membro della 10ª Commissione Industria, commercio, turismo e della Commissione parlamentare d'inchiesta sul gioco illegale e disfunzioni del gioco pubblico.
In vista delle elezioni politiche anticipate del 2022, partecipa alle primarie parlamentarie del M5S e risultando il più votato tra tutti gli uomini candidati al Senato, venendo ricandidato al Senato dal Movimento 5 Stelle sia nel collegio uninominale Emilia-Romagna - 05 (Rimini) che nel collegio plurinominale Emilia-Romagna - 02 come capolista, venendo rieletto a Palazzo Madama nel plurinominale mentre nell'uninominale ottiene il 9,41% dei voti e viene superato dai candidati del centro-destra, in quota Fratelli d'Italia, Marta Farolfi (42,08%) e del centro-sinistra, in quota +Europa, Simona Viola (33,27%). Nella XIX legislatura è membro della 6ª Commissione Finanze e tesoro, di cui è anche capogruppo per il M5S, della Commissione straordinaria per il contrasto dei fenomeni di intolleranza, razzismo, antisemitismo e istigazione all'odio e alla violenza e del Comitato parlamentare di controllo sull'attuazione dell'Accordo di Schengen, di vigilanza sull'attività di Europol, di controllo e vigilanza in materia di immigrazione, oltreché segretario dell'ufficio di presidenza del Senato, eletto il 19 ottobre 2022 con 68 voti.

## Attività politica
L’attivismo politico con il MoVimento 5 Stelle ha inizio nel 2012, periodo in cui Croatti organizzava banchetti informativi, assemblee pubbliche, gruppi di lavoro tematici e partecipava ai Consigli Comunali di Rimini in veste di cittadino. Grazie alle competenze acquisite sul luogo di lavoro, il futuro senatore si è occupato anche di documentare tramite fotografia e video le attività del MoVimento stesso, contribuendo alla divulgazione del materiale e offrendo supporto tecnico ai gruppi locali.
A febbraio 2013 entra a far parte del MeetUp di Rimini e si candida a senatore alle elezioni politiche del 4 Marzo 2018 nel Collegio plurinominale Emilia-Romagna - 01. Il suo mandato nella XVIII legislatura ha ufficialmente inizio il 23 Marzo 2018 e nei primi 500 giorni entra a far parte dei 16 parlamentari con il maggior numero di presenze. In questo primo periodo sono due i disegni di legge presentati: uno sul distacco dei comuni di Montecopiolo e Sassofeltrio dalla regione Marche e loro aggregazione all'Emilia-Romagna, nella Provincia di Rimini e l’altro sulla promozione e riqualificazione del commercio al dettaglio su aree pubbliche. É cofirmatario di 47 disegni di legge.
È stato primo firmatario di numerosi DDL, tra cui:
- Modifiche al decreto legislativo 26 marzo 2010, n. 59, e al decreto legislativo 31 marzo 1998, n. 114, in materia di applicazione della direttiva 2006/123/CE al commercio sulle aree pubbliche, e disposizioni per la promozione e riqualificazione del commercio al dettaglio su aree pubbliche.

- Distacco dei comuni di Montecopiolo e Sassofeltrio dalla regione Marche e loro aggregazione alla regione Emilia-Romagna, nell'ambito della provincia di Rimini, ai sensi dell'articolo 132, secondo comma, della Costituzione.

- Disposizioni in materia di rilancio della produzione di autocaravan e del turismo all'aria aperta.

- Disciplina della professione di guida turistica.

Insieme al Movimento 5 Stelle ha portato avanti numerose battaglie per il territorio, tra cui un’iniziativa di successo per impedire la creazione di un grande centro commerciale a Misano Adriatico da 32.000 metri quadrati. Il risultato è arrivato dopo un triennio di interrogazioni comunali, regionali e parlamentari. Nel 2020 la provincia di Rimini ha bocciato il centro commerciale, non sottoscrivendo l’accordo di programma e confermando tutte le criticità evidenziate dal Senatore e dai suoi collaboratori in questi anni. Fare rete, creare sinergie, coinvolgere la società civile del territorio stesso, sono state le chiavi dell’iniziativa.
Croatti ha partecipato alla stesura del Decreto Rilancio per ovviare ai danni causati dalla pandemia. Tra le modifiche, l'abolizione della prima rata IMU 2020, la messa a disposizione di un credito d’imposta pari al 60% per il turismo, lo stop alla tassa di occupazione di suolo pubblico per gli esercenti, creazione del Bonus Vacanze e istituzione del Fondo Turismo per rilanciare l’intero settore.
È stato facilitatore regionale per l'Emilia-Romagna e a dal 2020 è stato referente di funzione su Rousseau insieme a Paola Taverna e Alessandro Di Battista, si occupa della promozione delle attività sui territori del MoVimento: eventi e iniziative di cittadinanza attiva.